# Mangoplah
Mangoplah est un village australien situé dans la zone d'administration locale de Wagga Wagga, en Nouvelle-Galles du Sud. 
Il est établi dans la Riverina, à 36 km au sud de Wagga Wagga et à 10 km du parc national Livingstone.
En 2021, la population s'élevait à 291 habitants.